# Granville Gee Bee Model R Super Sportster

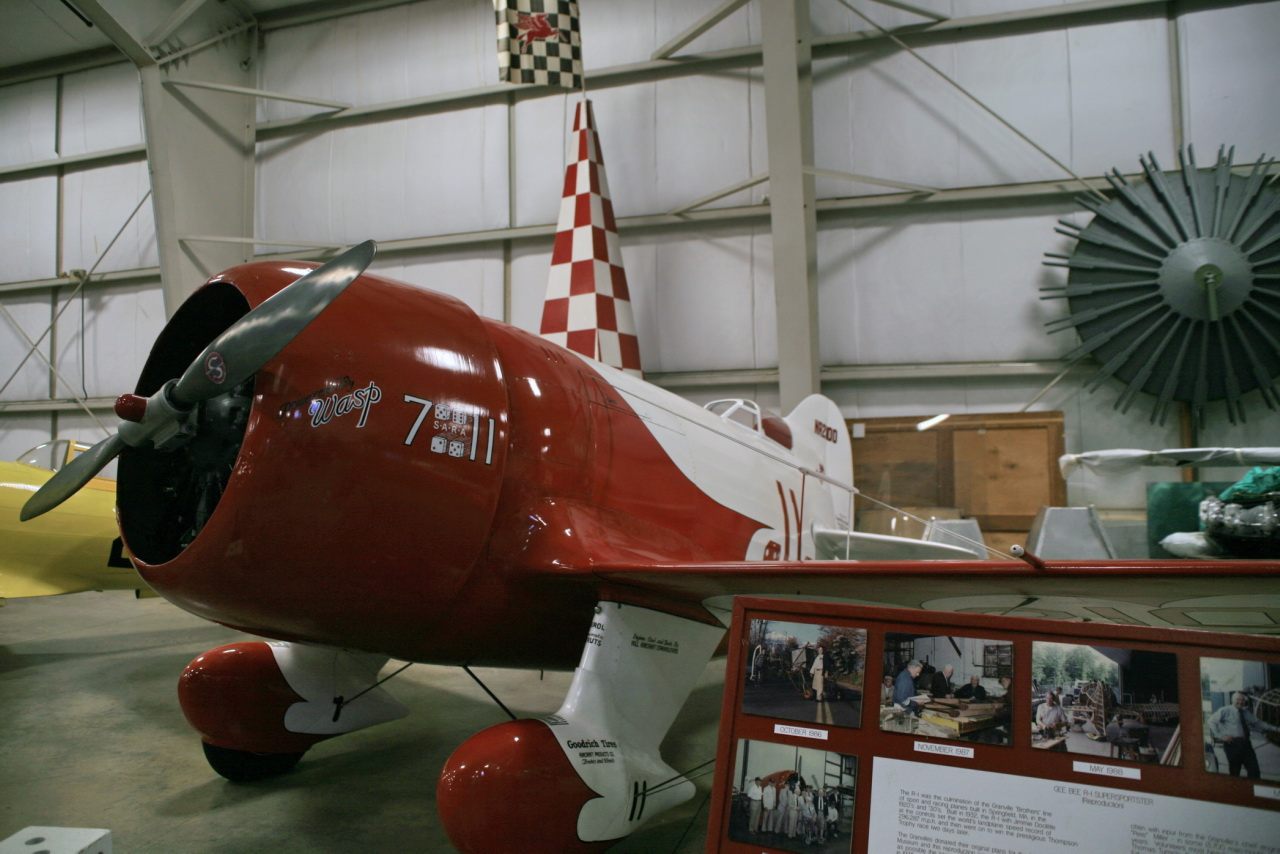
Il Gee Bee R-1 che vinse il Thompson Trophy Race del 1932.

Il Granville Gee Bee Model R Super Sportster (conosciuto anche come GB Sportster) era un monomotore da competizione monoplano ad ala bassa realizzato dall'azienda statunitense Granville Brothers Aircraft nel 1935 allo scopo di conquistare il primato di velocità per aerei della sua categoria.
Il modello portava, come altri prodotti dall'azienda, la designazione Gee Bee abbreviazione di Granville Brothers, ed era talvolta soprannominato The Flying Silo (Il silo volante) a causa della forma della sua fusoliera, tozza e cilindrica, somigliante alla struttura dei silo usati per stoccare le sementi nelle fattorie.

## Storia del progetto
Dopo il grave incidente occorso al precedente modello Model Z durante una competizione aeronautica del dicembre 1931, le indagini portarono alla possibilità che il pilota fosse rimasto ucciso per essere stato colpito in volto dal tappo del serbatoio, mentre era in volo. Per ovviare al problema i fratelli Granville decisero di sviluppare un nuovo modello basato sul precedente ma dotandolo di un parabrezza blindato e spostando il tappo per il rifornimento di combustibile all'interno della fusoliera.

## Tecnica
Il Gee Bee Model R era un compatto velivolo dall'aspetto inusuale; monomotore monoplano ad ala bassa con carrello fisso, caratterizzato da fusoliera ed ali corte che davano all'aereo una forma tozza.
La fusoliera a sezione circolare presentava un abitacolo singolo completamente chiuso in posizione arretrata, appena davanti alla coda. L'impennaggio tradizionale monoderiva era caratterizzato dai piani orizzontali montati a sbalzo.
L'ala caratterizzata da una piccola apertura alare, era montata bassa e controventata tramite una struttura tubolare.
Il carrello d'atterraggio era un biciclo anteriore carenato, fisso, integrato da un ruotino posteriore.
La propulsione era affidata ad un motore Pratt & Whitney R-1340 Wasp, un radiale singola stella a 9 cilindri raffreddato ad aria dalla cilindrata di 22,0 L (1 344 in³). Originariamente l'unità esprimeva una potenza 600 hp (450 kW) ma venne modificata incrementandone le prestazioni fino a raggiungere gli 800 hp (596.5 kW).

## Il Model R nella cultura di massa
- Il Model R compare tra i velivoli del videogioco Bravo Air Race[2].
- il Gee Bee R è uno degli aerei protagonisti del film d'animazione Planes, il messicano El Chupacabra.
- è l'aereo da gara del film The Rocketeer (1991)